# Behind the Sun
| 전문가 평가 | 전문가 평가 |
| 평가 점수   | 평가 점수   |
| 출처        | 점수        |
| ----------- | ----------- |
| AllMusic    | [ 1 ]       |

《Behind the Sun》은 1985년 3월 11일, 워너 브라더스 레코드가 발매한 에릭 클랩튼의 아홉 번째 솔로 스튜디오 음반이다. 이 음반은 일부 트랙에서 공동 제작하고 연주하는 필 콜린스와 함께 한 클랩튼의 첫 번째 협력 프로젝트다. 음반을 녹음하는 동안 클랩튼은 아내와 잠시 헤어졌다.
이 음반의 제목은 머디 워터스의 〈Louisiana Blues〉의 한 줄에서 따온 것이다.

## 홍보
《Behind the Sun》 투어는 1985년 〈She's Waiting〉이 〈White Room〉과 〈Layla〉와 함께 공연된 첫 라이브 에이드 콘서트에서 선보였다. 〈Forever Man〉의 비디오는 MTV에서 가장 인기 있는 것이 되었고, 카메라 중 하나가 돌리에서 떨어지는 사고가 발생했다.

## 곡 목록
| #   | 제목                      | 작사·작곡                          | 재생 시간 |
| --- | ------------------------- | ---------------------------------- | --------- |
| 1.  | 〈She's Waiting〉         | 에릭 클랩튼, J. 피터 로빈슨        | 4:55      |
| 2.  | 〈See What Love Can Do〉  | 제리 린 윌리엄스                   | 3:58      |
| 3.  | 〈Same Old Blues〉        | 클랩튼                             | 8:15      |
| 4.  | 〈Knock on Wood〉         | 에디 플로이드, 스티브 크로퍼       | 3:19      |
| 5.  | 〈Something's Happening〉 | 윌리엄스                           | 3:23      |
| 6.  | 〈Forever Man〉           | 윌리엄스                           | 3:13      |
| 7.  | 〈It All Depends〉        | 클랩튼                             | 5:05      |
| 8.  | 〈Tangled in Love〉       | 마르셀라 디트로이트, 리처드 펠드먼 | 4:11      |
| 9.  | 〈Never Make You Cry〉    | 클랩튼, 필 콜린스                  | 6:06      |
| 10. | 〈Just Like a Prisoner〉  | 클랩튼                             | 5:29      |
| 11. | 〈Behind the Sun〉        | 클랩튼                             | 2:13      |

## 인증
| 국가                       | 인증     | 판매량/출하량 |
| -------------------------- | -------- | ------------- |
| 오스트레일리아 (ARIA)      | 골드     | 35,000^       |
| 노르웨이 (IFPI 노르웨이)   | 실버     | 25,000        |
| 스위스 (IFPI 스위스)       | 골드     | 25,000^       |
| 미국 (RIAA)                | 플래티넘 | 1,000,000^    |
| ^출하량을 기반으로 한 인증 |          |               |